# La Chapelle-aux-Lys
La Chapelle-aux-Lys är en kommun i departementet Vendée i regionen Pays de la Loire i västra Frankrike. Kommunen ligger i kantonen La Châtaigneraie som tillhör arrondissementet Fontenay-le-Comte. År 2020 hade La Chapelle-aux-Lys 259 invånare.

## Befolkningsutveckling
Antalet invånare i kommunen La Chapelle-aux-Lys
| Referens: INSEE |